# Parti national progressiste
Le Parti national progressiste (en anglais : Progressive National Party ; abrégé PNP) est un parti politique de centre gauche des Îles Turques-et-Caïques. C'est l'un des deux partis politique dominant avec le Mouvement démocratique populaire dans le cadre du bipartisme de l'archipel depuis son autonomie en 1976,.
Son chef Washington Misick est l'actuel Premier ministre depuis les élections législatives de février 2021.